# Джеймі-Лі Крівіц
Джеймі-Лі Крівіц (нім. Jamie-Lee Kriewitz; 18 березня 1998) — німецька співачка. У 2016 представляла Німеччину на Євробаченні 2016 із піснею «Ghost».

## Біографія

### Перші роки
Джеймі-Лі Крівіц народилася 18 березня 1998 року в німецькому місті Беннігсен неподалік від Ганновера. В 12 років вона приєдналася до госпел-хору «Joyful Noise». Її батько грає на ударних у складі німецького панк-рок гурту «3Zylinder», однак більше ніхто з її родини не займався музикою.
Джеймі-Лі є шанувальницею японського молодіжного стилю Decora kei , а також музичного жанру K-pop, що дуже популярний у Південній Кореї. Її улюблений музичний гурт цього жанру - «Block B». Джеймі - веганка.

### 2015-донині: «The Voice of Germany» і Євробачення 2016
2015 року співачка перемагає у музичному конкурсі «The Voice of Germany» (Голос Німеччини).
2016 року вона бере участь у національному відборі Німеччини до Євробачення 2016 із піснею «Ghost». У фіналі, який відбувся 26 лютого 2016 року, співачка перемагає, що надає їй право представляти свою країну на Євробаченні 2016 у Стокгольмі, Швеція.

## Дискографія

### Сингли
| Рік  | Назва   | Найвища позиція | Найвища позиція | Найвища позиція | Альбом       |
| Рік  | Назва   | GER             | AUT             | SWI             | Альбом       |
| ---- | ------- | --------------- | --------------- | --------------- | ------------ |
| 2015 | "Ghost" | 11              | 65              | 26              | В очікуванні |